# Los Yesos
Los Yesos es una localidad y pedanía española perteneciente al municipio de Sorvilán, en la provincia de Granada. Está situada en la parte oriental de la comarca de la Costa Granadina. A orillas del mar Mediterráneo, cerca de esta localidad se encuentran los núcleos de La Mamola, Melicena, Castillo de Baños de Abajo y Castillo de Baños de Arriba.

## Demografía
Según el Instituto Nacional de Estadística de España, en el año 2013 Los Yesos contaba con 78 habitantes censados.

## Cultura

### Fiestas
Sus fiestas populares se celebran cada año el primer fin de semana de agosto en honor a la patrona de la localidad, la Virgen del Carmen.